# Pygora cribricollis
Pygora cribricollis är en skalbaggsart som beskrevs av Leon Fairmaire 1901. Pygora cribricollis ingår i släktet Pygora och familjen Cetoniidae. Inga underarter finns listade i Catalogue of Life.